# Monte d'Assaia

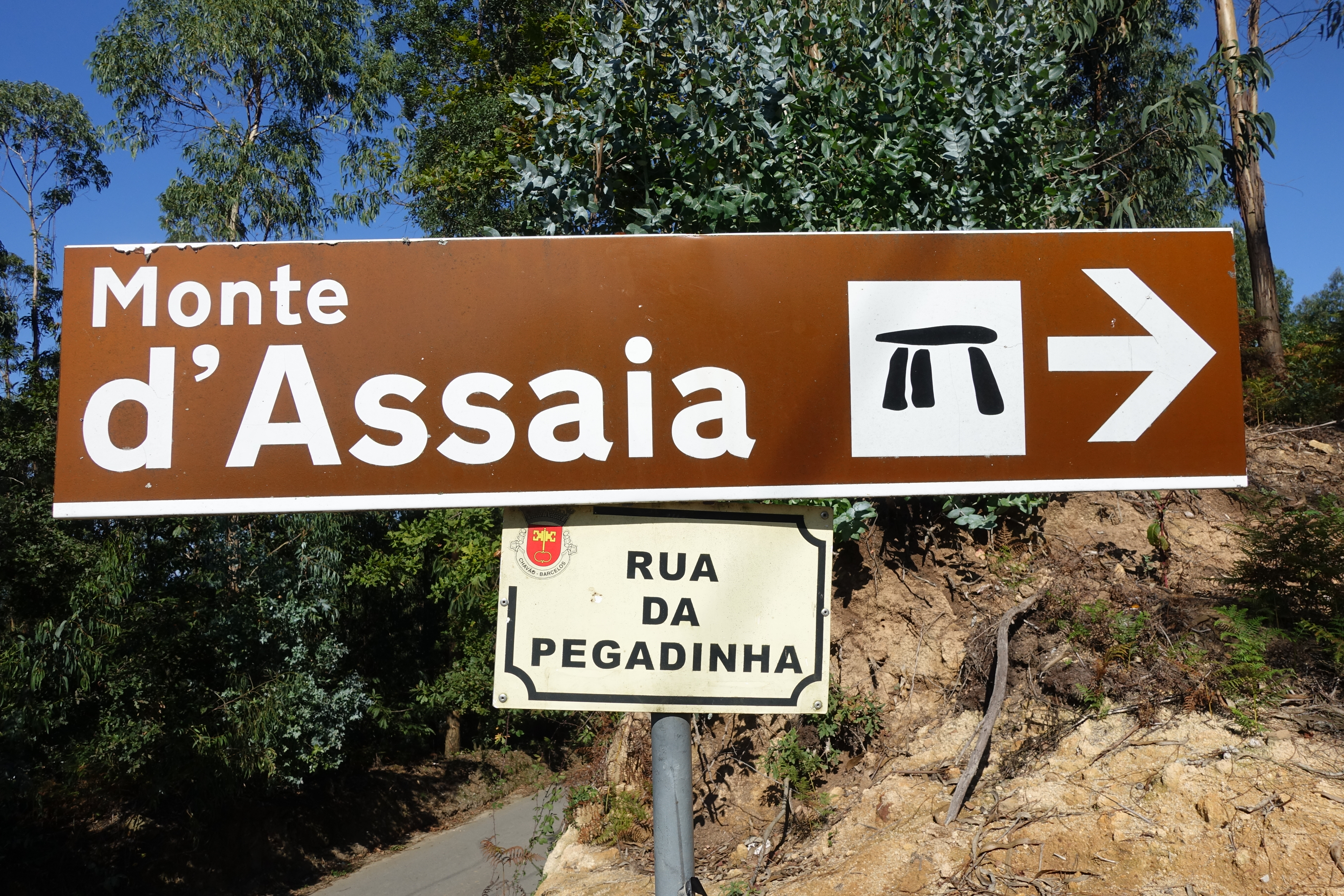

O Monte d'Assaia – também se escreve Monte da Saia – localiza-se no Concelho de Barcelos e prolonga-se no sentido norte-sul, desde as Carvalhas e Silveiros até Grimancelos e Viatodos. Do lado nascente, ficam Silveiros e Monte de Fralães; do poente, Chorente e Chavão. Até há uns 80 anos, era despido de manto florestal, mas desde há muito que se apresenta densamente arborizado.
A sua área pertence maioritariamente a Monte de Fralães; esta freguesia chamou-se aliás durante muito séculos São Pedro do Monte. A própria igreja paroquial encontrava-se no topo do monte d’Assaia ainda em 1560.

## Outros pontos de interesse
- A Citânia de Lenteiro
- A Fonte da Pegadinha da Senhora e a Laje dos Sinais
- Laje dos Sinais
- Forno dos Mouros (Carvalhas)
- Moinho
- Antiga fábrica de pirotecnia, na freguesia de Chavão destruída por uma explosão nos anos 70.

## Um Paço
Na encosta de Monte de Fralães, a uns 300 m da Igreja Paroquial, houve em tempos o lugar do Paço. Na origem deste nome, segundo um perito, estaria um palácio de origem romana, de que até há pouco se conservavam ruínas. Poderá ter ficado no mesmo lugar o paço medieval dos Correias.
O Pe. Carvalho da Costa descobriu, cerca de 1700, no actual Solar dos Correias, uma lápide bastante mutilada e que hoje se guarda no Museu de Martins Sarmento, que fala dum soldado que a dedica a seu pai Aurélio Patrício. A leitura correcta do latim da lápide, desenvolvidas as abreviaturas, seria: Aurelio Patricii filius miles legionis… Isto é, «A Aurélio, filho de Patrício, (dedica) o filho, soldado da legião…»
No mesmo lugar do Paço, há a chamada «Campa da Moura», aberta em duro granito, que será acaso um túmulo medieval, quem sabe se de Paio Soares Correia, o avô de Paio Peres Correia, a quem a posse do Paço parece ser ainda atribuída em tempos de D. Dinis.
Conservam-se no monte também as ruínas de alguns antigos moinhos de vento.

## Um documento de 965
Nos Documenta et Chartæ dos Portugaliæ Monumenta Historica, transcreve-se um documento do ano 965 que fala do monte d’Assaia e da Vila de Silveiros. É uma «Cedência de certos bens, no lugar de Silveiros, território bracarense, no sopé do monte d’Assaia, entre o Cávado e o Este». No lugar onde ficara essa vila foi descoberto um túmulo antiquíssimo formado com tegulæ romanas.

## Lendas
Como complemento a esta informação arqueológica, devem lembrar-se duas lendas.
Uma, comum às tradições doutros lugares, fala duma moura encantada, meio mulher meio cobra, cuja captura facilitaria o acesso a grandes tesouros que se esconderiam na área do monte. Para dominar a moura e alcançar essas riquezas, era preciso subir lá, de noite, fazer a leitura seguida e sem falhas do Livro de São Cipriano e vencer as provas terríveis que iriam surgir…
Com raízes muito mais locais e concretas, é a de Maria Fidalga. A sua história ter-se-ia passado entre o Souto e Fonte Velha, na encosta do monte, lá pelos séculos XVI ou XVII.